# 실라디티야
실라디티야(산스크리트어: शिलादित्य)는 7세기 인도의 왕으로, 당나라의 구법승 현장의 저서인 대당서역기에 언급되어 있다.
현장은 대당서역기 권5에서 실라디티야를 언급하는데, 여기서 그는 왕좌를 받아들이기를 꺼리는 왕자로 묘사된다. 그의 시민들은 그가 왕좌를 받아들이도록 설득했고, 그는 그렇게 했다. 그의 첫 행동으로, 실라디티야는 그의 형의 부당한 암살에 대한 복수를 위해 50, 000명의 보병, 5, 000명의 코끼리를 탄 병사, 20, 000명의 기병으로 이루어진 군대를 모았다. 6년에 걸친 작전에 걸쳐, 그는 인도의 다섯 지역(북부, 서부, 남부, 동부, 중부)을 제압했고, 그가 새로운 영토를 차지하면서 그의 군대를 확장했다. 그리고 나서, 그는 30년 동안 그 누구에게도 전쟁 무기를 들지 않았고, 평화롭게 통치했다. 그는 그의 땅에서 육식을 금지했고, 생물을 죽인 사람에 대한 사형을 발표했다. 그는 갠지스강을 따라 많은 100피트 높이의 스투파를 지었다. 그는 또한 많은 수도원과 사원들을 지었다. 축제일에, 그는 수백명의 슈라만 및 브라만에게 식사를 대접했다.
작은 이웃 나라의 군주들과 대신들이 지치지 않고 선을 추구한다면, 왕[실라디티야]은 그들의 손을 잡아 함께 앉아 "좋은 친구"라고 부르곤 했다. 그는 성격이 다른 왕들과는 결코 말을 하지 않았고, 협상을 통해 문제를 해결해야 한다면 사신을 보내 그 문제를 처리하도록 했다. 그는 시찰을 갈 때마다 어느 한 곳에 머물지 않고, 가는 길에 들르는 곳마다 숙소를 마련하는 오두막집을 마련하곤 했다. 장마철인 석 달 동안 그는 비 때문에 돌아다니지 않았다. 임시 거처에서는 매일 맛있는 음식을 차려놓고 천 명의 다른 학파 승려와 오백 명의 브라만을 먹였다. 그는 하루를 세 시기로 나누어 항상 국정에 참여하고, 두 시기는 공훈을 세우고 선업을 하는 데 전념했다. 그는 부지런히 살았고, 하루가 너무 짧았다.— 현장, 대당서역기 권5

현장은 그의 저서에서 실라디티야가 바이샤 혈통이며 부처, 수리야, 시바를 위해 거대한 스투파들과 사원들을 세웠다고 말한다.

## 정체
많은 학자들은 실라디티야를 하르샤와 동일시한다. 이 설에 따르면 키에조키오쉐코(Kie-Jo-Kio-She-Kwo)는 칸야쿠브자(카나우지)이고, 포로예기아(Po-lo-ye-kia)는 프라야가이다
현장은 또 다른 '모라포' 왕국의 '실라디티야' 왕에 대해서도 언급하고 있다. 이 왕을 '발라비의 '실라디티야 1세'라고 보는 설도 있다. 이 경우 그의 종교적 선호도는 불분명하다.